# Umjetnost
Umjetnost (lat. ars), osobita je ljudska djelatnost čije se značenje izgrađuje i očituje u složenomu komunikacijskom procesu između umjetnika, umjetničkoga djela i publike. 
Različita su značenja pridavana umjetnosti u različitim povijesnim razdobljima, no od početka modernog doba skloni smo umjetnosti pridavati sljedeće osobine: svaka pojedina umjetnost posjeduje vlastiti visoko razvijeni i autonomni jezik; umjetnost ima neovisnu i slobodnu poziciju u društvu; umjetnost nema društveno propisanu svrhu; svrha umjetnosti leži u ispunjavanju njene modernistički definirane prirode, koju određuju ideje slobode, imaginacije, individualnosti, otkrića, eksperimenta, pobune, ljepote, istine, pravde, uglavnom ideja na kojima se od Francuske revolucije u većini svojih segmenata temelji zapadno društvo. 
Obilježje moderne i postmoderne umjetnosti jest pluralitet umjetničkih jezika, umjetničkih stilova, ideja i ideologija, pa za razliku od većine prošlih umjetničkih razdoblja (drevni Egipat, antička umjetnost, bizantska umjetnost itd.) ne možemo govoriti o jednom dominantnom umjetničkom pokretu ili stilu, nego različitim, nerijetko i suprotstavljenim umjetničkim praksama.
Umjetnost i njezin svijet, u suvremenom društvu, ne čini samo ono što vidimo, čujemo, čitamo, opipavamo, ono što percipiramo kao umjetnički objekt, nego i cijeli jedan "nevidljivi" svijet znanja o umjetnosti, o njezinoj povijesti, njezinom jeziku, njezinim brzim i aktualnim kretanjima, posredovanim različitim i brojnim kulturalnim institucijama (muzeji, galerije, knjižnice, izdavači, umjetnička kritika, koncertne dvorane, operne kuće, teorija umjetnosti, estetika itd.).
Premda riječ „umjetnost” danas uglavnom označava likovne, odnosno vizualne umjetnosti, u tradicijskomu smislu riječi pod umjetnošću podrazumijevaju se književnost, glazbu, likovnu umjetnost i filmsku umjetnost. Svaka se od ovih umjetnosti može dodatno dijeliti na umjetničke discipline, rodove, vrste itd: književnost na prozu, liriku i dramu, od kuda dalje možemo doći do scenske ili plesne umjetnosti i sl.; glazbu na tradicijsku (narodnu, folklornu), klasičnu, popularnu i zabavnu glazbu, od kuda dalje možemo doći do pjevačke ili sviračke umjetnosti; likovnu umjetnost na slikarstvo, kiparstvo i arhitekturu, od kuda dalje možemo doći do umjetnosti performansa, video umjetnosti, fotografske umjetnosti, internetske umjetnosti i sl. 
Tradicijska estetika razlikuje šest vrsta umjetnosti; pojavom filma i stripa proširena je tradicionalna podjela umjetnosti.
1. glazba
2. drama
3. književnost
4. slikarstvo
5. kiparstvo
6. arhitektura
7. film
8. ples
9. strip

Poviješću, ulogom, kretanjem i značenjem različitih umjetnosti bave se uglavnom različite humanističke znanosti kao što su povijest, povijest umjetnosti, jezikoslovlje i dr., dok se u novije vrijeme proučavanje umjetnosti odvija na interdisciplinarnim načelima, pa se različite znanstvene (društvene, humanističke ili prirodoslovne) i paraznanstvene prakse (psihoanalitička teorija, teorija medija, feministička teorija itd.) intenzivno bave fenomenom umjetnosti.

## Razredba umjetnosti u Hrvatskoj
Prema Pravilniku o znanstvenim i umjetničkim područjima, poljima i granama Nacionalnog vijeća za znanost, visoko obrazovanje i tehnološki razvoj umjetničko područje podijeljeno je na devet umjetničkih polja: kazališnu umjetnost (scenske i medijske umjetnosti), filmsku umjetnost (filmske, elektroničke i medijske umjetnosti pokretnih slika), glazbenu umjetnost, likovne umjetnosti, primijenjenu umjetnost, plesnu umjetnost i umjetnost pokreta, dizajn, književnost i interdisciplinarno umjetničko polje. Svako od ovih polja dijeli se na više umjetničkih grana.